# Karhal
Karhal es un pueblo y nagar Panchayat situado en el distrito de Mainpuri en el estado de Uttar Pradesh (India). Su población es de 27701 habitantes (2011). 

## Demografía
Según el censo de 2011 la población de Karhal era de 27701 habitantes, de los cuales 14456 eran hombres y 13245 eran mujeres. Karhal tiene una tasa media de alfabetización del 72,31%, superior a la media estatal del 67,68%: la alfabetización masculina es del 76,83%, y la alfabetización femenina del 67,37%.